# Израильско-турецкие отношения
Израильско-турецкие отношения — двусторонние  отношения между Израилем и Турецкой Республикой.

## История отношений
Турция была одной из первых стран, признавших государство Израиль.
Длительное время Турция и Израиль поддерживали тесное экономическое и военное партнёрство. В частности, правительства обеих стран подписали соглашение о многомиллиардном проекте сооружения газо- и нефтепроводов из Турции в Израиль

### 2003—2010 гг.
В 2003 г. в Израиле основана ассоциация «Аркадаш» (en:Arkadas Association), для сохранения наследия турецко-еврейской культуры, с штаб-квартирой в городе Йехуд.
В 2004 году евреями и турками Германии было основано общество имени Юлькюмена и Сарфати.
С момента избрания в 2003 году премьер-министром Турции лидера Партии справедливости и развития Реджепа Эрдогана отмечается стремительная исламизация Турции одновременно с усилением антиизраильской риторики; Турция всё активнее стала дистанцироваться от Израиля. Важными этапами в ухудшении отношении стали операция «Литой свинец» в Секторе Газа в конце 2008 — начале 2009 и захват израильскими ВМС турецкого судна «Мави Мармара» (31 мая 2010 года), пытавшегося прорвать блокаду Газы (при этом, ряд источников считает, что конфликт с захватом «Флотилии свободы» был спровоцирован именно турецкими политиками, намеренно обостряющими отношения с Израилем ради внутри- и внешнеполитических целей).
После израильской операции «Литой свинец» и с назначением в 2009 году нового министра иностранных дел Турции Ахмета Давутоглу в этом же направлении пошла внешняя политика.
Турецкие националисты подвергли яростной критике правительственный план 2009 года предоставить в долгосрочную аренду израильской компании участок турецкой земли на границе с Сирией, взамен на проведение дорогостоящей операции по его разминированию (которое, после присоединения к Оттавскому договору, Турция обязана провести до 2014 г.); при этом аргументы оппозиции о недопустимости инвестирования «еврейских финансов» расцениваются самим премьер-министром Эрдоганом, как «фашистские» и как «фобия по отношению к меньшинствам и иностранцам»..
В январе 2010 года в газете «Гаарец» был опубликован доклад Международного центра политических исследований при Министерстве иностранных дел Израиля, в который утверждается, что антиизраильские выступления турецкого премьер-министра Эрдогана способствовали росту антисемитских настроений в турецком обществе.

### 2010-е
Одним из результатов ухудшения отношений с Турцией стало быстрое сближение Израиля с Грецией и Кипром.

### 2020-е
9 марта 2022 года Президент Герцог встречается с президентом Турции Реджепом Эрдоганом в Анкаре, что считается возобновлением отношений между Израилем и Турцией, которые были практически заморожены с 2010 года.
20 сентября 2023 года на полях Генассамблеи ООН прошла первая очная встреча Биньямина Нетаньяху и Эрдогана, до этого они общались по телефону. Лидеры пригласили друг друга в свои страны.

#### Отношения после начала войны в секторе Газа
После атаки ХАМАС на Израиль и начала войны в секторе Газа в октябре 2023 года президент Турции Эрдоган изначально заявил о своей готовности помочь в освобождении израильских заложников, разговаривал по телефону с президентом Ицхаком Герцогом и призывал к стабильности в регионе. Однако затем риторика Турции изменилась. Эрдоган назвал ХАМАС «освободительной группой, которая борется за свою землю», и обвинил израильскую армию в военных преступлениях.
В конце октября Израиль отозвал своих дипломатов из Анкары, Турция также отозвала своего посла из Израиля для консультаций. 27 декабря Эрдоган заявил, что премьер-министр Израиля Биньямин Нетаньяху «не отличается от Гитлера», в связи с операцией в секторе Газа. Нетаньяху обвинил Эрдогана в геноциде курдов и преследовании журналистов. 28 декабря глава МИД Израиля Эли Коэн сообщил, что посол Израиля не вернётся в Турцию, пока у власти находится Эрдоган.
13 ноября 2024 года Реджеп Эрдоган в беседе с журналистами заявил, что Турция разорвала дипломатические отношения с Израилем. Турецкий телеканал TRT Haber процитировал слова Эрдогана: «Мы, как государство и правительство Турции, разорвали отношения с Израилем. В данный момент у нас нет отношений с Израилем». Тем не менее, никаких заявлений о полном разрыве отношений между этими двумя странами не делалось, а Иерусалим не получал уведомлений о разрыве отношений с турецкой стороны.

## Антиизраильские фильмыв Турции
Кадры из турецкого телешоу «Ayrılık» («Расставание»), показывающего историю любви на фоне операции «Литой свинец», стали поводом в октябре 2009 года для вызова временного поверенного в делах Турции в Израиле Д. Озена в МИД Израиля для дачи объяснений. Недовольство в частности вызвали показанные в шоу сцены, где актёры, изображающие израильских солдат, расстреливают палестинцев, «солдат» убивает палестинскую девочку, и ряд других сцен, оцененных официальными лицами МИД Израиля как «сцены, не имеющие даже отдаленной связи с реальностью и показывающие солдат Армии Израиля как убийц невинных детей».
В Израиле отмечают, что это не частная инициатива, так как сериал был показан по государственному каналу.
В январе 2010 года, после показа очередной части сериала «Долина волков. Засада», турецкий посол в Израиле Ахмет Огуз Челиккол (англ. Ahmet Oguz Celikkol) был вызван в МИД Израиля для объяснений. Недовольство Израиля вызвали сцены, где агенты «Моссада» в исполнении турецких актёров похищают турецких детей и берут в заложники турецкого посла вместе с семьей.
Заместитель министра иностранных дел Израиля Дани Аялон в беседе с послом высказал мнение, что «сцены, похожие на показанные в сериале, делают небезопасной жизнь евреев в Турции».
На этой встрече Аялоном был демонстративно нарушен ряд норм дипломатического этикета, что привело в дальнейшем к дипломатическому скандалу.
Сам Огуз Челиккол также осудил возобновление показа сериала турецким телевидением.

## Торговые отношения и военное сотрудничество
В 1996 году между Турцией и Израилем был подписан Договор о свободной торговле, после чего были обоюдно отменены таможенные пошлины более чем на 200 товаров. Турецкий ежегодный экспорт в Израиль за 2001—2011 годы вырос с 805 млн долларов до 2 миллиардов 391 миллионов долларов. За это время ежегодная стоимость израильского экспорта в Турцию увеличилась с 529 млн долларов до 2057 млн долларов.
В 2010 году более 50 % турецкого экспорта составляли:
- металлы и металлоизделия: 22 % на 392 миллионов долл.
- автомобили и траки: 17 % на 303 миллионов долл. (10 % импортированных автомобилей в Израиль собраны в Турции),
- станки и другие механические приспособления: 15 % на 274 миллионов долл.

Израиль в свою очередь экспортирует в Турцию новые технологии и, в основном, военную продукцию.
Однако в вопросе импорта в Турцию высоких технологий, Израиль занимает далеко не первое место; по сведениям Торговой Палаты Анкары за 2010 год, первенство в этой области занимает Китай с объёмом поставок в 4,4, США — 4,1, Германия — 1,8, Франция 1,6 миллиардов долларов; импорт израильского хайтека оценивается всего лишь 186 миллионов долларов.
В свою очередь, Израиль не возвращает Турции пять «Херонов», которые нуждаются в замене двигателей, а также отказались поставлять ракеты Барак-8 и реактивные бронекомплекты для танков M60. Неизвестно что будет с будущим по плану модернизации четырёх самолётов AWACS, ранее купленных у США, где израильская компания IAI-Elta должна установить программную систему поддержки стоимостью в 25 миллионов долларов.
Однако есть один фактор, который осложняет положения Израиля в данной конфронтации: экономический кризис 2008 года в Европе и Америке, сказывающийся на самой стране. Общий экспорт Израиля в 2010 году составил 58 млрд долларов, а 65,2 % всего экспорта было поставлено в 10 стран. Большинство экспорта направляется конечно в США, на втором — ЕС, Турция — на 8 месте. 

Важное место занимает Турция и в импорте. Но, кризис ударивший по Западу, привёл к уменьшению закупок из Израиля таким образом, что экономический рост в 2011 году составил 3,3 %, в то время как в 2010 году он составлял 4,8 % в первом полугодии, и 7,6 % во втором. Потому потеря такого торгового партнёра как Турция, по мнению турецких аналитиков, нанесёт ощутимый урон экономике Израиля. С другой стороны, положительный разрыв для Турции между экспортом и импортом, ещё более увеличится в пользу Турции, учитывая поставщиков и вид поставок..
Официальные лица Турции, в свою очередь, заявили что смогут заменить Израиль, как партнёра, в своих военных госзаказах.